# Wenn die Äpfel reif sind
Wenn die Äpfel reif sind ist eine kurze Erzählung von Theodor Storm. Sie erschien 1856 im (auf 1857 datierten) zweiten Band von Argo. Album für Kunst und Dichtung, einem von der literarischen Gruppe Rütli herausgegebenen Jahrbuch. 1860 veröffentlichte Storm eine leicht überarbeitete Fassung, zusammen mit drei anderen Erzählungen, in dem Band In der Sommer-Mondnacht.

## Handlung
In einer mondhellen Nacht schleicht sich ein Junge in den Garten seiner Nachbarn, um Äpfel zu stehlen. Er klettert in einen Baum und füllt einen Sack mit Äpfeln, als er von einem jungen Mann entdeckt wird, der bis dahin unbeobachtet in einer dunklen Ecke saß. Der Mann hält das Bein des Jungen fest und will ihn bewegen, herunterzukommen. Dieser weigert sich, und so nimmt der Mann sein Messer aus der Tasche und zerschneidet dem Jungen die Hose.
Nun aber schleicht sich ein junges Mädchen durch ein Fenster aus dem Haus. Der Junge im Baum erkennt, dass der Mann im dunklen Garten wartete, um sich heimlich mit dem Mädchen zu treffen. Durch dieses Wissen gewinnt der Junge die Oberhand: Der Mann muss ihm Geld fürs Flicken der Hose geben und ihm den heruntergefallenen Sack mit Äpfeln heraufreichen, damit der Junge ihn nicht verrät. Als er das widerwillig getan hat, schüttelt der Junge die Äste des Baumes und ruft laut: „Diebe in den Äpfeln!“, woraufhin das Mädchen wieder ins Haus und der Mann aus dem Garten fliehen muss. Der Junge beobachtet vom Zaun aus, wie die Hausbewohner den Garten nach Dieben absuchen, und macht sich aus dem Staub.

## Rezeption und Übersetzung
Christoph Gardian betont in seiner Besprechung der Erzählung die „sinnlich-libidinöse Atmosphäre“ der Beschreibung des Gartens im Mondschein, verbunden mit der erotischen Symbolik des Apfelbaums. Demgegenüber stehe die „Situationskomik des Hin und Her“ zwischen dem Dieb und dem Geliebten, wobei der Humor sich aus der „Vertauschung der Rollen“ ergebe.
Ansonsten wurde die Erzählung in der Forschung kaum beachtet. 1948 erschien im Verlag Daigaku Shorin eine japanische Ausgabe, übersetzt von Kōubun Naitō.